# 反黑路人甲
《反黑路人甲》（英語：Al Cappuccino），前名《極道怪咖》，是香港電視廣播有限公司拍攝製作的時裝黑色喜劇劇集。此劇由王浩信、張振朗、馮盈盈、湯怡及高海寧領銜主演，並由姜大衞、蔣家旻、賴慰玲、傅嘉莉、朱敏瀚、徐榮、張國強、石修、許家傑、林宣妤及李成昌聯合演出。編審黃偉強，監製林志華。
此劇以反黑作為題材，講述演員張細倫（王浩信飾）化名蔣世龍遇到臥底高彬（張振朗飾）所展開的一段奇特有趣經歷。
此劇為2019無綫節目巡禮十九部劇集之一、2019年香港國際影視展十部推介劇集之一及2020無綫節目巡禮十二部劇集之一。此劇亦為2020年TVB Amazing Summer推介劇集之一。
此劇於《萬千星輝頒獎典禮2020》獲頒「最佳劇集」及「馬來西亞最喜愛TVB劇集」，張振朗及賴慰玲分別憑此劇奪得「最受歡迎電視男角色」及「最佳女配角」，此劇演員朱敏瀚及蔣家旻分別奪得「飛躍進步男、女藝員」，連同王浩信、張振朗、朱敏瀚三人憑此劇奪得「最受歡迎電視拍檔」，此劇於頒獎典禮上一共奪得七獎成為全晚大贏家。

## 演員表

### 四聯幫
- 第一任坐館兼四聯幫建立者為蔣定邦之父，第二任坐館為蔣定邦，第三任亦是最後一任坐館為冒充蔣世龍的張細倫，期間蔣千霞及蘇偉晨曾暫代坐館。
- 於第30集解散，蔣氏四聯轉做正行並成功上市。

#### 蔣氏四聯（蔣家）
| 演員           | 角色             | 暱稱／關係 |
| 洋             | 蔣定邦           | 76歲 邦哥、老蔣生、Charles 四聯幫第二任坐館／蔣氏四聯主席 蔣孝龍、蔣益龍、蔣世龍、蔣千霞、蔣千瑜、蔣千惠之父 呂家昌之姐夫 鍾志琛、蘇偉晨、劉彪、林福之老大 張細倫之假父親 與蘇偉晨一同出身 歐建德之老大，多年前安插其加入警隊當臥底，並要求其以警察身份幫助蔣家刪除其他敵對的社團 於第1集得知蔣孝龍被喑殺後被蔣益龍保護而逃走，但兩人仍被殺害 於第22集被透露第三部手機實際為與顧榮章聯絡之用 |
| 李啟傑         | 蔣孝龍           | 40歲 Henry 蔣家大少爺 蔣定邦之長子 呂家昌之外甥 蔣益龍、蔣世龍、蔣千霞、蔣千瑜、蔣千惠之大哥 張細倫之假大哥 多年前與蘇子堅藏起龍頭棍，位置只有他們二人知道 一年半前犯下一宗謀殺案，因歐建德不肯替其偷取證物而打算將其為四聯幫臥底之身份公開 一年前在顧榮章與蔣定邦合作兩年的約定過後以其父女之性命要脅其繼續替蔣家洗黑錢 於第1集被歐建德買兇暗殺 臨終前抓住了殺手質問其是否由歐建德指使要殺害他們三父子，間接令殺手知道其僱主身份並勒索歐建德 |
| 陳國峰         | 蔣益龍           | 38歲 Richard 蔣家二少爺 蔣定邦之次子 呂家昌之外甥 蔣孝龍之弟 蔣世龍、蔣千霞、蔣千瑜、蔣千惠之二哥 張細倫之假二哥 於第1集為保護蔣定邦而打算開槍攻擊歐建德指使的殺手，卻反被殺害 |
| 陳偉洪         | 蔣世龍           | William 蔣定邦之亡幼子 張細倫在孤兒院的好友 呂家昌之亡外甥 蔣孝龍、蔣益龍之亡弟 蔣千霞、蔣千瑜、蔣千惠之亡三哥 十八歲離開孤兒院後加入了福興幫卻因與唐人街黑幫教父女友有染而被暗殺 死後被張細倫利用其身份回港。 |
| 阮政峰（少年） | 張細倫（蔣世龍） | William、細蔣生、世龍 本名張細倫 警方線人，冒充蔣家三少爺 四聯幫第三任坐館 蔣氏四聯集團主席 原美國俄亥俄州啄木鳥劇團演員 蔣世龍之生前在孤兒院的好友 蔣定邦之假幼子 蔣孝龍、蔣益龍之假弟 蔣千霞、蔣千瑜、蔣千惠之假三哥，視她們為親妹妹 高彬之同伴兼好友，後假裝對立及假裝同性伴侶 陸秋之老大兼好友 蘇芷珊之鍾情對象 顧欣頤之暗戀對象 被姚清水色誘追求 莊明麗之粉絲，被其厭惡，後被其追求 顧榮章、蘇子堅之針對對象兼被視為情敵 一名戲痴，十八歲時離開孤兒院後加入美國俄亥俄州啄木鳥劇團，即使承受四面八方的的嘲笑，仍醉心於演戲 其偶像為莊明麗及周潤發 於2016年被蔣千惠在網絡上找到後用社交帳戶聯絡，因而決定利用蔣世龍身份回港 於第1集從美國回港參加試鏡，卻觸怒了偶像莊明麗，因而酒醉，後遇見顧欣頤，醒來與蘇芷珊在酒店共宿一宵，並寫下欠單予其。演繹流氓大亨金句 於第2集莊明麗利用其來氣顧榮章，後重遇顧欣頤，並詢問其酒醉當晚發生的事但不果 於第3集顧欣頤使計讓其以為自己打警員昏迷，答允冒充蔣世龍，並在十天內要投入角色 於第4集因自責辜負與莊明麗的約定，不惜逃離安全屋找其道歉，更寫下欠單予其 於第6集以蔣世龍身份加入四聯幫，與蔣千霞、蔣千瑜、蔣千惠相認，並以酒樽打傷鍾志琛頭部，後宣佈競逐坐館，並與高彬裝作對立，被顧欣頤告知酒醉當晚的事，並寫下欠單予其，後為協助莊明麗解圍，被劉彪留難，與其手下動起手來 於第7集被蘇芷珊告知酒醉當晚的事 於第8集欲假裝中槍以扭轉選情，卻真中槍，其後全體叔父投其，當選坐館 於第10集協助蘇芷珊解決三百萬資金危機，後為擺脫陸秋的懷疑而謊稱與高彬是同性伴侶 於第11集姚清水特意登門拜訪，並在車箱內色誘其，後得知蘇偉晨找來Mark敍舊而企圖退出行動，但因顧欣頤拿出欠單挽留而放棄退出，後表示以後不能再懷疑顧欣頤，有顧欣頤便有張細倫，並開始對其生愛意 於第12集為了幫莊明麗解約向姚清水求助，並寫下欠單 於第13集成功替莊明麗解約 於第15集為幫呂家昌還債，走進浴室內向正在沐浴的姚清水求助用妙計迫鍾志琛放棄討債，怎料被赤裸的姚清水擁抱 於第16集假扮姚清水的男人，為幫她令蘇子堅死心，後刻意行為不檢被捕，為進警署陪伴被拘留的蘇芷珊，後莊明麗、姚清水為保釋其而與顧欣頤會面，並在警署爭風呷醋起來 於第17集依顧欣頤指示與高彬綁架蘇偉晨並假裝割其大動脈，以企圖逼使他供出洗黑錢帳戶及蔣氏三父子身亡背後的來龍去脈，後姚清水愛上了其，並主動向其獻吻示愛 於第18集蔣千惠得知其偽冒蔣世龍，經解釋後為其保守秘密 於第19集被莊明麗得知自己真正的身份，被要脅對外宣佈自己是其的男朋友，後遇上曾被自己襲擊至昏迷的警員，並獲悉一切是顧欣頤策劃，表示自己除了對誤傷警員而內疚，還因為真心想幫顧欣頤完成任務，其後撕下之前給她之欠單，與她無拖無欠 於第20集為脫離臥底行動而找高彬拍親熱照，待叔父們來罷免自己 於第21集莊明麗主動出擊穿低胸裝色誘其上床，後與高彬親熱照被發現，所以找高彬請蘇芷珊與其拍同樣的親熱照，化解下台危機 於第23集得知高彬為找出兩個劫匪的下落而不惜深入虎穴，之後爲了救高彬而拿假槍來對抗鍾志琛 於第24集因司徒信刻意操控顧欣頤的手機而與她再度反目，陸秋為了救其而被鋼砲射傷，因而於第25集性情大變，威脅鍾志琛現身否則便會活埋姚清水 於第26集被證實在陸秋中槍后不久，和高彬已經一起成爲警務處長郭浩良的直屬臥底於第27集趕往機場挽留欲往山區義教的蘇芷珊 第28集被蘇偉晨指控其假冒蔣世龍，被蘇子堅捉走禁錮，並遭到虐打，後與蔣千霞進行基因檢測，千霞拜託姚清水，用三妹頭髮調包細倫頭髮，使報告結果顯示二人為親人關係，可是蘇子堅仍決定殺掉其，後獲高彬、陸秋趕來營救，在逃亡過程製造車禍假死意外 於第29集復活，把蘇偉晨逐出四聯幫，喪鍾捉走蘇芷珊，為救芷珊，世龍在天台打昏喪鍾，不料蘇子堅欲槍殺世龍，芷珊爲保護世龍，被槍擊昏迷， 於第30集甦醒 完成任務後，在顧欣頤的幫助下終於可到美國參加史提芬·史匹堡新片試鏡 參見有組織罪案及三合會調查科 |
| 王浩信         | 張細倫（蔣世龍） | William、細蔣生、世龍 本名張細倫 警方線人，冒充蔣家三少爺 四聯幫第三任坐館 蔣氏四聯集團主席 原美國俄亥俄州啄木鳥劇團演員 蔣世龍之生前在孤兒院的好友 蔣定邦之假幼子 蔣孝龍、蔣益龍之假弟 蔣千霞、蔣千瑜、蔣千惠之假三哥，視她們為親妹妹 高彬之同伴兼好友，後假裝對立及假裝同性伴侶 陸秋之老大兼好友 蘇芷珊之鍾情對象 顧欣頤之暗戀對象 被姚清水色誘追求 莊明麗之粉絲，被其厭惡，後被其追求 顧榮章、蘇子堅之針對對象兼被視為情敵 一名戲痴，十八歲時離開孤兒院後加入美國俄亥俄州啄木鳥劇團，即使承受四面八方的的嘲笑，仍醉心於演戲 其偶像為莊明麗及周潤發 於2016年被蔣千惠在網絡上找到後用社交帳戶聯絡，因而決定利用蔣世龍身份回港 於第1集從美國回港參加試鏡，卻觸怒了偶像莊明麗，因而酒醉，後遇見顧欣頤，醒來與蘇芷珊在酒店共宿一宵，並寫下欠單予其。演繹流氓大亨金句 於第2集莊明麗利用其來氣顧榮章，後重遇顧欣頤，並詢問其酒醉當晚發生的事但不果 於第3集顧欣頤使計讓其以為自己打警員昏迷，答允冒充蔣世龍，並在十天內要投入角色 於第4集因自責辜負與莊明麗的約定，不惜逃離安全屋找其道歉，更寫下欠單予其 於第6集以蔣世龍身份加入四聯幫，與蔣千霞、蔣千瑜、蔣千惠相認，並以酒樽打傷鍾志琛頭部，後宣佈競逐坐館，並與高彬裝作對立，被顧欣頤告知酒醉當晚的事，並寫下欠單予其，後為協助莊明麗解圍，被劉彪留難，與其手下動起手來 於第7集被蘇芷珊告知酒醉當晚的事 於第8集欲假裝中槍以扭轉選情，卻真中槍，其後全體叔父投其，當選坐館 於第10集協助蘇芷珊解決三百萬資金危機，後為擺脫陸秋的懷疑而謊稱與高彬是同性伴侶 於第11集姚清水特意登門拜訪，並在車箱內色誘其，後得知蘇偉晨找來Mark敍舊而企圖退出行動，但因顧欣頤拿出欠單挽留而放棄退出，後表示以後不能再懷疑顧欣頤，有顧欣頤便有張細倫，並開始對其生愛意 於第12集為了幫莊明麗解約向姚清水求助，並寫下欠單 於第13集成功替莊明麗解約 於第15集為幫呂家昌還債，走進浴室內向正在沐浴的姚清水求助用妙計迫鍾志琛放棄討債，怎料被赤裸的姚清水擁抱 於第16集假扮姚清水的男人，為幫她令蘇子堅死心，後刻意行為不檢被捕，為進警署陪伴被拘留的蘇芷珊，後莊明麗、姚清水為保釋其而與顧欣頤會面，並在警署爭風呷醋起來 於第17集依顧欣頤指示與高彬綁架蘇偉晨並假裝割其大動脈，以企圖逼使他供出洗黑錢帳戶及蔣氏三父子身亡背後的來龍去脈，後姚清水愛上了其，並主動向其獻吻示愛 於第18集蔣千惠得知其偽冒蔣世龍，經解釋後為其保守秘密 於第19集被莊明麗得知自己真正的身份，被要脅對外宣佈自己是其的男朋友，後遇上曾被自己襲擊至昏迷的警員，並獲悉一切是顧欣頤策劃，表示自己除了對誤傷警員而內疚，還因為真心想幫顧欣頤完成任務，其後撕下之前給她之欠單，與她無拖無欠 於第20集為脫離臥底行動而找高彬拍親熱照，待叔父們來罷免自己 於第21集莊明麗主動出擊穿低胸裝色誘其上床，後與高彬親熱照被發現，所以找高彬請蘇芷珊與其拍同樣的親熱照，化解下台危機 於第23集得知高彬為找出兩個劫匪的下落而不惜深入虎穴，之後爲了救高彬而拿假槍來對抗鍾志琛 於第24集因司徒信刻意操控顧欣頤的手機而與她再度反目，陸秋為了救其而被鋼砲射傷，因而於第25集性情大變，威脅鍾志琛現身否則便會活埋姚清水 於第26集被證實在陸秋中槍后不久，和高彬已經一起成爲警務處長郭浩良的直屬臥底於第27集趕往機場挽留欲往山區義教的蘇芷珊 第28集被蘇偉晨指控其假冒蔣世龍，被蘇子堅捉走禁錮，並遭到虐打，後與蔣千霞進行基因檢測，千霞拜託姚清水，用三妹頭髮調包細倫頭髮，使報告結果顯示二人為親人關係，可是蘇子堅仍決定殺掉其，後獲高彬、陸秋趕來營救，在逃亡過程製造車禍假死意外 於第29集復活，把蘇偉晨逐出四聯幫，喪鍾捉走蘇芷珊，為救芷珊，世龍在天台打昏喪鍾，不料蘇子堅欲槍殺世龍，芷珊爲保護世龍，被槍擊昏迷， 於第30集甦醒 完成任務後，在顧欣頤的幫助下終於可到美國參加史提芬·史匹堡新片試鏡 參見有組織罪案及三合會調查科 |
| 賴慰玲         | 蔣千霞           | 大小姐、大姐（蘇芷珊專稱）、大妹、大妹姐 32歲 蔣家大小姐 四聯幫暫代坐館 蔣氏四聯集團高層 蔣定邦之長女 呂家昌之外甥女 蔣孝龍、蔣益龍、蔣世龍之大妹 張細倫之假大妹，於第28集得悉其假冒蔣世龍，但仍將其視為親兄般看待 蔣千瑜、蔣千惠之大姊 蘇芷珊之好友 高彬之老大兼女友，與其有感情線，於第21集親吻其，於第29集為其未婚妻，第30集註冊結婚為其妻 於第1集欲使高彬成為蔣家駙馬 於第2集答應讓高彬尋找蔣世龍 於第6集與蔣世龍相認 於第8集欲勸高彬退選不果，遂默許陸秋殺害高彬，後因蔣世龍訛稱高彬是他指派至鍾志琛身邊的臥底而阻止陸秋行動 於第12集要求高彬助蘇芷珊打理聯興勝 於第14集要脅陳應裘調查蘇偉晨 於第15集因厭倦打理四聯幫喝得爛醉，後得高彬安慰 於第19集借刀手欲殺害鍾志琛，後被高彬勸止 於第21集被司徒信派人伏擊兼搶走夾萬鎖匙，後遭貨車撞至重傷昏迷，於第23集甦醒 於第22集險被蘇子堅殺害 於第26集召集眾叔父計劃動議罷免蔣世龍，於第27集放棄 於第28集與張細倫進行基因檢測，報告結果顯示二人為親人關係 於第30集跟高彬結婚 |
| 傅嘉莉         | 蔣千瑜           | 二小姐、二姐（蘇芷珊專稱） 蔣家二小姐 負責管理蔣氏四聯集團財政，後成為行政總裁 蔣定邦之次女 呂家昌之外甥女 蔣孝龍、蔣益龍、蔣世龍、蔣千霞之二妹 蔣千惠之二姊 張細倫之假二妹，後得悉其真正身份，但仍將其視為親兄般看待 司徒信之前女友，因蔣家家庭背景而分手，於第5集重遇，於第9集起被其利用索取蔣家情報，於第21集反目，後於第30集到監獄探望其 蘇芷珊之好友 於第6集與蔣世龍相認 於第21集從蔣千霞口中得悉自己一直被司徒信所利用，後與司徒信反目 於第22集到監警會投訴司徒信 於第30集成為蔣氏四聯行政總裁，並成功上市 |
| 林宣妤         | 蔣千惠           | 三小姐 蔣家三小姐 大學生，後為《潮爆一周》記者 蔣定邦之幼女 呂家昌之外甥女 蔣孝龍、蔣益龍、蔣世龍、蔣千霞、蔣千瑜之三妹 張細倫之假三妹，視其為親兄看待 蘇芷珊、莊明麗之好友 於第6集與蔣世龍相認 於第18集發現蔣世龍是由張細倫冒認的，但聽其解釋後決定為其保守秘密 於第20集協助張細倫與高彬拍攝親熱照 |
| 李成昌         | 呂家昌           | 昌哥 蔣家師爺 於第30集接手聯興勝地盤 前警務人員 蔣定邦之舅仔 蔣孝龍、蔣益龍、蔣世龍、蔣千霞、蔣千瑜、蔣千惠之舅父 張細倫之假舅父，得知其真正身份後仍視對方為家人 與司徒信不和 負責管理油尖旺賭場 1978年加入警隊，於1988年涉嫌收受黑幫利益而接受內部調查，因此辭職並加入四聯幫（此段被刪走） 於第7集與呂家昌到泰國尋找陸秋並要求其回港殺害高彬及輔助蔣世龍以讓蔣氏穩坐坐館之位 |
| 張振朗         | 高 彬            | 彬哥 真名高遠 蔣家手下 臥底警員，編號66829，後為見習督察 張細倫之同伴兼好友，後假裝對立及假裝有親密關係 陸秋之老大兼好友 蔣千霞之親信，與其有感情線，於第21集被其親吻，於第29集為其未婚夫，於第30集註冊結婚為其夫 曾為聯興勝成員，後被蔣定邦提攜過檔蔣家 於第1集因蔣家要與鍾志琛爭坐館之位，而被蔣千霞提議結婚，以駙馬爺身份爭坐館 於第4集與蔣家假意翻臉，揚言將退出四聯幫 於第5集假意投靠鍾志琛以執行臥底任務 於第6集宣佈競逐坐館，並與張細倫裝作對立 於第8集險些被陸秋滅口，後因張細倫道出其為他派往鍾志琛身邊的臥底而作罷 於第10集為了擺脫陸秋懷疑而被張細倫謊稱跟其是同性戀人關係 於第12集被蔣千霞要求替蘇芷珊打理聯興勝 於第17集依顧欣頤指示與蔣世龍綁架蘇偉晨，企圖逼使他供出洗黑錢帳戶及蔣氏三父子身亡背後的來龍去脈 於第20集為脫離臥底行動及待叔父們來罷免他於是和張細倫拍攝親熱照 於第20集因被姚清水認定搶走蔣世龍而差點遭其燒死，後於21集被蘇子堅所救 於第23集抓到鋼炮與珠女搞混的把柄，因而找到兩個劫匪的藏身處，結果被鍾志琛險些虐殺，而被張細倫用俄羅斯輪盤救出 於第26集被逐出四聯幫 於第28集與陸秋一起救蔣世龍 於第29集決定入贅蔣家與鍾志琛爭坐館 於第30集完成任務，與蔣千霞結婚並回歸警隊成為見習督察 真名參照：高遠 參見有組織罪案及三合會調查科 |
| 朱敏瀚         | 陸 秋            | 阿秋、陸上最強 金牌打手，原跟隨蔣定邦，後跟隨蔣世龍 被蔣定邦撫養長大成人，後因襲擊長興話事人而被其丟往泰國卻未實行家法 張細倫之手下兼好友 高彬之好友 於第7集登場 於第7集被傅德順與呂家昌特意前往泰國召回來輔助蔣世龍 於第8集欲殺害高彬，後被告知其為蔣世龍指派至鍾志琛身邊的臥底而被蔣千霞阻止行動 於第24集為救蔣世龍而被鋼砲射傷 於第26集被蘇偉晨綁架，後在高彬暗助下成功逃脫 於第28集與高彬一起救蔣世龍 於第30集決定不當金牌打手，轉職打拳賽，更贏得金腰帶 |
| 簡家麒         | 子 彈            | 蔣家門生 於第27集受張細倫指使在鍾志琛的座駕上噴漆 於第29集被蘇偉晨派人殺害，其屍體並放置在天月樓以誣衊鍾志琛謀殺 |
| 樓嘉豪         | 細 寶            | 蔣家手下 |
| 鄭雋熹         | 砲 仗            | 蔣家手下 |
| 林浩文         | 肥 屍            | 蔣家手下 |

#### 聯興勝
| 演員     | 角色     | 暱稱／關係 |
| 姜大衞   | 蘇偉晨   | 70歲 晨爺、花打（蘇芷珊專稱） 聯興勝話事人 四聯幫頭目 蔣定邦頭馬 蘇溫尚虹之夫 蘇子堅、蘇芷珊之父 顧榮章之好友 為人表面不問世事，實則城府甚深、老奸巨猾、不擇手段、做事謹慎 與蔣定邦一同出身，故表面與其關係較為要好 是四聯幫的沉底鱷 在眾人面前裝病，欺騙蘇芷珊要其暫代話事人之位，實為為了等蘇子堅出獄並接任與他人爭四聯幫坐館之位 於劇集中後期一度被懷疑為蔣定邦父子被殺案的主謀 於第1集為阻止蘇芷珊做老師而派人毆打學校老師 於第3集探望蘇子堅，並力阻他與姚清水再有任何來往 於第5集起收買蘇芷珊找來的腫瘤科醫生使他向蘇芷珊訛稱自己有重病，從而要求蘇芷珊穩坐聯興勝話事人之位 於第7集因金吊桶的說話而倒戈支持高彬 於第9集燒掉真龍頭棍，想坐館位一直懸空，並透露因蘇子堅喝醉而得知龍頭棍位置，拿走了龍頭棍 於第11集故意邀請美國福興幫首領Mark以試探張細倫身份，卻因Mark早前已遭顧榮章、顧欣頤收買而未遂 於第12集被顧欣頤、高彬得知裝有腦癌 於第13集故意恐嚇顧欣頤稱鍾志琛已識穿警方安放在四聯幫的臥底身份，從而試探四聯幫中誰是臥底；同集得知鍾志琛派人打傷蘇芷珊後毆打他 於第14集因被高彬指是殺死蔣定邦三父子時異常緊張而令張細倫起疑，使顧欣頤改變調查目標 於第15集得悉陳應裘為蔣家線人後命蘇子堅殺害他，並將他誣捏成欠債跳樓自殺；同集帶同大量手下到警署搗亂要求顧欣頤釋放蘇芷珊未遂 於第16集與顧榮章見面時透露曾收受其資金做事 於第17集被張細倫與高彬綁架並假裝割其大動脈，以企圖逼使自己供出洗黑錢帳戶及蔣氏三父子身亡背後的來龍去脈；同集供出林福為存款入他以蘇芷珊名義開啟的銀行賬戶的人，以避免與顧榮章之間的交易被人揭發 於第18集向蘇芷珊坦白表示自己為避免聯興勝被視為威脅而裝病 於第25集與鍾志琛在廢棄學校會面，並答應聯同聯旺勝、聯圖勝賄賂叔父們以彈劾蔣世龍 於第29集成為暫代坐館並欲以暫代坐館身分解散四聯幫 於第30集間接使蘇芷珊遭蘇子堅槍傷，後開始反省並向警方自首被捕，其地盤最後由呂家昌接手 此角色其後於《寵愛Pet Pet》第10集再度登場 |
| 歐陽燕萍 | 蘇溫尚虹 | 已故聯興勝阿嫂 蘇偉晨之亡妻 蘇子堅、蘇芷珊之亡母 其龕位內原藏四聯幫龍頭棍 於第9集被鍾志琛擲碎其骨灰龕 |
| 陳志健   | 蘇子堅   | 鐵頭、巴打（蘇芷珊專稱） 聯興勝第二把交椅 蘇偉晨、蘇溫尚虹之子 蘇芷珊之兄 迷戀姚清水 不懂低調，心狠手辣 蔣世龍之情敵 高彬、陸秋之好友 多年前與蔣孝龍收藏龍頭棍 於第3集登場 於第9集告訴姚清水龍頭棍的位置，後被發現沒有棍，其實因鐵頭有一次喝醉酒而透露龍頭棍位置，而被晨爺聽到，親自拿走龍頭棍而燒掉它 於第15集出獄並接管聯興勝，後把陳應裘推落樓致其身亡 於第22集受命刺殺蔣千霞，後被姚清水和高彬阻止而事敗 於第28集受其蘇偉晨指使捉走及禁錮張細倫，並將其打至重傷。後得晨爺吩咐放張細倫，但自己為坐館位而強行殺害張細倫 於第29集險被欲幫張細倫報仇的姚清水殺害 於第30集企圖槍擊張細倫不遂，卻誤槍傷蘇芷珊至昏迷，同集被捕 |
| 湯 怡    | 蘇芷珊   | Cherry、芷珊、妹頭（蘇子堅專稱） 聯興勝暫代話事人 蘇偉晨、蘇溫尚虹之女 蘇子堅之妹 喜歡張細倫 莊明麗、顧欣頤、姚清水之情敵 蔣千霞、蔣千瑜、蔣千惠之好友 Calvin之追求對象，後拒絕其 於第1集酒醉後與蔣世龍在酒店共宿一宵，起初對他十分抗拒，後和好並暗戀其 於第2集原想成為教師，但遭父親反對，後因得知其患有腦癌而暫代其話事人之位，實一早得悉被父親欺騙，但仍為他暫代話事人之位 於第4集於監獄探望蘇子堅，後替其尋姚清水前去探望其無果 於第6集拒絕姚清水支持高彬，因而被當街淋潑紅油 於第7集告知蔣世龍酒醉當晚的事 於第8集以聯興勝話事人身份投蔣世龍一票 於第10集得到張細倫協助解決資金危機 於第12集向蔣千霞求助，希望高彬助其打理聯興勝 於第13集被高彬挾持並發生交通意外昏迷，後甦醒 於第15集被揭發其個人資料被盜用作開辦懷疑洗黑錢的空殼公司及因被警方懷疑其涉嫌洗黑錢而被顧欣頤拘捕且不准保釋 於第17集向蘇偉晨坦白表示自己一早已經得知他裝病 於第21集因為張細倫和高彬的親熱照被發現，為化解下台危機，所以高彬請其和蔣世龍拍攝同樣的親熱照 於第24集因拒絕Calvin表白而被其公開家庭背景被學校解僱 於第25集要求張細倫兌現欠單上的承諾，要求張細倫無論遇上任何危險亦要保障自己安全 於第27集欲往山區義教但被張細倫挽留 於第30集被鐘志琛挾持以威脅張細倫，後為張細倫擋子彈，而被蘇子堅誤傷令其後腦受重創而昏迷，最後甦醒 |
| 林敬剛   | 陳應裘   | 裘哥 聯興勝頭目 蘇偉晨頭馬 於第14集被高彬和蔣千霞威脅調查蘇偉晨 於第15集被蘇偉晨揭發為內鬼後被蘇子堅推落樓殺害 |
| 彭懷安   | 劍 雄    | 聯興勝頭目 蘇偉晨頭馬 與美國黑幫有聯繫 於第15集毆打陳應裘 於第26集受蘇偉晨指使綁架陸秋並威迫高彬將其殺害 |
| 莫偉文   | 老 莫    | 聯興勝叔父 |
| 葉家泓   | 大 B     | 聯興勝成員 蘇芷珊之手下 已婚，有很多子女 |
| 何晉樂   |          | 聯興勝成員 蘇芷珊之手下 |
| 伍禮騫   |          | 聯興勝成員 蘇芷珊之手下 |
| 陳俊堅   |          | 聯興勝成員 蘇芷珊之手下 |
| 盧海鷹   |          | 聯興勝成員（第3集） |
| 鄧以豪   |          | 聯興勝頭目（第12集） |
| 蘇嘉倫   | 細 華    | 聯興勝頭目（第12集） |
| 唐家雄   | 大Dee    | 聯興勝頭目（第12集） |
| 張振朗   | 高 彬    | 前聯興勝成員，後被蔣定邦提攜過擋至蔣家 參見四聯幫、有組織罪案及三合會調查科 |

#### 聯旺勝
| 演員   | 角色   | 暱稱／關係 |
| 徐 榮  | 鍾志琛 | 40歲 喪鐘、喪鐘哥 聯旺勝話事人 四聯幫頭目 蔣定邦頭馬 為人囂張跋扈，心狠手辣，脾氣暴躁 曾為金牌打手，是四聯幫四大頭目裏最有錢有勢 於劇集前期被蔣家懷疑為蔣定邦父子被殺案的主謀，並在蔣定邦死後與蔣家爭奪坐館之位 一直遭蘇偉晨利用 於第4集因被叔父們制止出來爭坐館之位，後聽取姚清水的建議，讓高彬代替自己出來爭坐館之位 於第6集被蔣世龍以酒樽打傷頭部 於第23集捉走高彬並利用其性命要脅蔣世龍讓出坐館之位，但不果 於第24集威迫鋼砲殺害蔣世龍，卻因鋼砲意外槍傷陸秋而失敗 於第29集被警方指控其謀殺蔣家手下子彈而遭通緝 於第30集向蘇偉晨要求四千萬用作逃離香港並綁架蘇芷珊作要脅，與張細倫激戰後被其打暈，最後被警方拘捕 口頭禪：啱唔啱（連説三次） |
| 蔣家旻 | 姚清水 | 水姐、水水（蘇子堅專稱）、阿水 聯旺勝頭目 鍾志琛頭馬 負責管理夜場 被蘇子堅迷戀 喜歡張細倫並屢次主動色誘其，但不果 莊明麗、顧欣頤、蘇芷珊之情敵 於第4集被蘇芷珊請求到監獄探望蘇子堅 於第5集為鍾志琛出謀劃策，讓他當幕後大老闆，支持高彬出來與蔣家爭坐館之位 於第6集因蘇芷珊拒絕支持高彬而命人向其淋潑紅油 於第8集欲色誘高彬卻誤以為高彬喜歡男人而行動失敗 於第11集特意登門拜訪張細倫，並在車箱內色誘其 於第12集蔣世龍為了幫莊明麗解約向其求助並寫下欠單給其 於第16集為了令蘇子堅死心，向蔣世龍求助假扮她的男友，後與顧欣頤、莊明麗同時得知並不滿蔣世龍為蘇芷珊而刻意被拘留，並在警署爭風呷醋起來 於第17集鍾志琛憤怒其對蔣世龍動了真情，蔣世龍擔心其安危並前往找其，令其歡喜得主動向他獻吻示愛 於第22集阻止蘇子堅殺害蔣千霞 於第25集險被蔣世龍活埋 於第29集為替張細倫報仇意圖殺掉蘇子堅，被高彬及時阻止 |
| 湯俊明 | 生 蕃  | 聯旺勝小頭目 鍾志琛小頭馬 於第13集率領手下捉拿打算逃走的高彬，過程中誤傷蘇芷珊 於第23集再度率領手下捉拿高彬 於第29集逃跑時被鍾志琛推向警察以拖延時間，後被警方拘捕 |
| 唐嘉麟 | 鋼 砲  | 聯旺勝小頭目 鍾志琛之小頭馬 於第9集被陸秋打敗並用刀降頸 於第13集率領手下追斬高彬 於第23集與鍾志珠偷情時被高彬撞破 於第24集被鍾志琛威迫殺害蔣世龍，過程中卻誤傷陸秋 於第25集前往警署自首 |
| 沈愛琳 | 珠 女  | 鍾志琛之妹 與鋼砲有染 於第23集與鋼砲偷情時被高彬撞破 |
| 陳家良 | 文 迪  | 聯旺勝成員 姚清水之左右手 |
| 程浩駿 | 牙 籤  | 聯旺勝成員 鍾志琛之手下 |
| 曾海昌 |        | 姚清水之手下（第6、15－17、20－21集） |
| 梁皓楷 |        | 鍾志琛之手下（第7集） |
| 邵展鵬 |        | 鍾志琛之手下 於第23集被鐵頭殺害（第10、13、23集） |
| 李善   |        | 刀手（第16－17集） |
| 趙覺超 |        | 司機（第16集） |
| 陳諾忠 |        | 鍾志琛之手下 於第23集被鐵頭殺害（第23集） |
| 黃潤成 |        | 鍾志琛之手下 於第23集被鐵頭殺害（第23集） |
| 鄧重謙 |        | 姚清水之手下（第26集） |

#### 聯圖勝
| 演員   | 角色  | 暱稱／關係 |
| 張武孝 | 劉 彪 | 68歲 彪哥 聯圖勝話事人 四聯幫頭目 蔣定邦頭馬 於第6集騷擾莊明麗，卻反被其用熱茶潑臉，雖然趕到的張細倫成功解圍，但仍跟他們結怨 於第25集與鍾志琛在廢棄學校會面，並答應聯同聯旺勝、聯興勝賄賂叔父們以彈劾蔣世龍 於第30集被警方拘捕 |
| 吳子   | 財 仔 | 聯圖勝小頭目 劉彪頭馬 於第17集被提及因聚賭而被捕，並在警署碰到欲保釋蔣世龍的姚清水 |
| 李顯曜 | 那 渣 | 前聯和勝小頭目，於第25集顯示已投靠聯圖勝 參見聯和勝 |
| 歐陽楓 |       | 劉彪之手下（第6、25集） |

#### 聯和勝
| 演員   | 角色  | 暱稱／關係 |
| 鬼 塚  | 林 福 | 65歲 馬尾 聯和勝話事人 四聯幫頭目 蔣定邦頭馬 為人貪心卻膽小 蔣定邦父子被殺案之嫌疑人，於第18集一度被誤認為真兇 經營毒品、外圍賭博生意和小巴線管理 左臂近肩位置有一個米奇老鼠紋身 於第10集被張細倫偽冒的蔣世龍打傷 於第17集被蘇偉晨誣衊為買兇殺害蔣定邦三父子之幕後主腦 於第18集被蘇偉晨捏造其買兇殺害蔣定邦的錄音以誣陷其，並被蘇子堅於郊外活埋 |
| 張振朗 | 高 彬 | 彬哥 聯和勝暫代話事人 參見有組織罪案及三合會調查科、四聯幫 |
| 李顯曜 | 那 渣 | 聯和勝小頭目 林福頭馬 於第25集顯示已投靠聯圖勝，並伴隨劉彪前往廢棄學校 |

#### 其他成員
| 演員   | 角色   | 暱稱／關係 |
| 秦 煌  | 傅德順 | 肥叔 四聯幫叔父 蔣定邦之好友，在其死後幫助蔣家 於第1集告知眾人蔣定邦仍有一子在世（即蔣世龍），並協助尋找其以助蔣家選四聯幫坐館 於第5集請求顧榮章提供資金予蔣氏四聯運作 於第7集與呂家昌到泰國尋找陸秋並要求其回港殺害高彬及輔助蔣世龍以讓蔣氏穩坐坐館之位 於第9集要求若高彬要回蔣家則要讓陸秋打五分鐘而不還手 於第10集指使蔣世龍借故毆打林福、劉彪及宰狗以營造其坐館霸氣及膽量 於第11集指使高彬調查社團中的沉底鱷 於第13集在蘇偉晨指出高彬是臥底後傾向不相信 於第15集提出將蔣氏四聯逐步轉為營運正行生意 於第30集將蘇偉晨之地盤交給呂家昌接手 |
| 威廉陳 | 六指叔 | 四聯幫叔父 立場偏向支持蔣家 |
| 煒 烈  | 山根哥 | 四聯幫叔父 |
| 陳狄克 | 大 頭  | 四聯幫叔父 |
| 羅 鴻  | Paul爺 | 四聯幫叔父 |
| 區軒瑋 | 下山豹 | 四聯幫叔父 |
| 張國雄 |        | 六指叔旗下刀手（第19集） |
| 黃卓威 |        | 六指叔旗下刀手（第19集） |

### 香港警務處
| 演員   | 角色   | 暱稱／關係 |
| 蔡國慶 | 郭浩良 | 一哥 警務處處長 欲延遲退休 於第9集登場並後來要求顧欣頤暗中向他匯報臥底行動 於第26集成為張細倫、高彬的直屬聯絡員，並要他們假裝跟顧欣頤翻臉 於第28集得知申請延任失敗 |
| 張國強 | 歐建德 | KT、歐Sir 警務處副處長（行動） 司徒信之上司，與其勾结,最後被出賣兼反目 與顧榮章合作 郭浩良之下屬，不滿其申請延任，並一心想取代其成為警務處處長 實為四聯幫蔣家門生，1987年加入四聯幫，多年前被派到警隊當臥底 於第1集買兇殺害蔣孝龍，但兇手卻殺害蔣定邦三父子 於第29集要脅蘇偉晨解散四聯幫，若其拒絕便會掃蕩及打擊其與蘇子堅之在四聯幫內的所有生意 於第30集毁滅證據而被顧欣頤拘捕，後交代其加入四聯幫、與蔣定邦勾結及蔣家三父子被殺案一事之始末 |

#### 有組織罪案及三合會調查科（O記）
| 演員   | 角色   | 暱稱／關係 |
| 許家傑 | 司徒信 | 司徒、司徒Sir 警司 歐建德之下屬，與其勾結，最後反目 已婚，並有一子，其妻兒居於加拿大 顧欣頤之上司，並針對其 蔣千瑜之前男友，因其家庭背景而分手，於第5集重遇，於第9集假意與其復合並利用其索取蔣家情報 於第24集駭入顧欣頤手機假冒其引導張細倫和高彬兩人前往貨倉並令二人遭到伏擊更間接令陸秋被槍傷，因此導致二人對顧欣頤失去信任而一度反目 於第30集追捕高彬 |
| 馮盈盈 | 顧欣頤 | Madam Koo、Rachael 督察→高級督察 郭浩良、歐建德、司徒信之下屬 張細倫之聯絡員，後暗戀其，並默默愛著其 於第3集設局冤枉張細倫打傷警員陳啟光並使其腦幹死亡，以威脅張細倫做其臥底 於第5集成為高彬之聯絡員 於第6集告知張細倫酒醉當晚的事，並收到其之欠單 於第11集蘇偉晨找來美國福興幫之Mark與張細倫敍舊，令張細倫要求退出行動，於是拿出欠單挽留張細倫，並對其產生愛意 於第16集莊明麗、姚清水為保釋張細倫而與其在警署會面，並爭風呷醋起來 於第17集因穿警察制服跳舞片段在網上瘋傳被暫時停職，後指示張細倫與高彬綁架蘇偉晨並假裝割其大動脈，以企圖逼使他供出洗黑錢帳戶及蔣氏三父子身亡背後的來龍去脈 於第19集尋找郭浩良並詢問復職一事，後張細倫得知被其欺騙做臥底，並撕下之前給其之欠單，與其無拖無欠，顧欣頤於此集第一次為張細倫流淚 於第20集復職 於第22集繼續臥底行動但要求張細倫承諾不做違法事 於第24集到台灣調查蔣定邦被殺一案，並因手機被駭入而與張細倫及高彬再度反目 於第25集向張細倫舉槍，企圖阻止他繼續失控而喪失張細倫的本性 於第26集顧欣頤第二次為張細倫流淚 於第27集顧欣頤第三次為張細倫流淚 於第28集企圖說服郭浩良動用所有警力救張細倫，但因其延任被拒絕而失敗 於第29集協助張細倫假死以退出臥底行動 於第30集拘捕歐建德，結尾晉升為高級督察，最後幫助張細倫到美國參加史提芬·史匹堡的新片試鏡 |
| 吳瑞庭 | 方永豪 | 警長 司徒信、顧欣頤之下屬 |
| 容天佑 | 石耀權 | 方永豪、司徒信、顧欣頤之下屬 |
| 鄭詠謙 | 陳沛力 | 方永豪、司徒信、顧欣頤之下屬 |
| 莫家淦 | 林展偉 | 方永豪、司徒信、顧欣頤之下屬 |
| 周麗欣 | 趙美寶 | Meibo 方永豪、司徒信、顧欣頤之下屬 |
| 張振朗 | 高 遠  | 化名：高彬 臥底警員→見習督察 司徒信、顧欣頤之下屬 於第30集升為見習督察 參見四聯幫 |
| 王浩信 | 張細倫 | 警方線人 司徒信之針對對象 顧欣頤之暗戀對象 被警方邀請假冒蔣世龍為警方擔當線人 參見四聯幫 |

#### 其他部門
| 演員   | 角色   | 暱稱／關係                                                         |
| 張韡騰 | 陳啟光 | 陳Sir 軍裝警員 於第3集起假裝被張細倫打至昏迷狀態，後於第19集被揭穿 |
| 趙璧渝 |        | 情報科警察（第1集）                                                |
| 林宥喬 |        | 情報科警察（第1集）                                                |
| 吳展驊 |        | CID警察（第1集）                                                   |
| 章景恆 |        | CID警察（第3集）                                                   |
| 姚宏遠 | 王Sir  | SDU指揮官（第4集）                                                 |
| 李嘉晉 |        | SDU狙擊手 為了配合任務而向張細倫開了槍（第8集）                    |
| 王致狄 |        | 警察（第13、27集）                                                 |
| 潘梓鋒 |        | 技術員（第24集）                                                   |

### 其他演員
| 演員     | 角色     | 暱稱／關係 |
| 石 修    | 顧榮章   | Victor、顧生 城中富豪 顧欣頤之父 追求莊明麗，後放棄 針對張細倫 與歐建德及蘇偉晨合作，縱橫黑白兩道 認識蔣定邦，於劇集中後期一度被懷疑為蔣定邦父子被殺案的主謀，並於第29集證實與案件無關 於第2集登場 於第9集起不滿莊明麗與蔣世龍來往而封殺其 於第28集被顧欣頤說服道出當年的真相，並決定協助顧欣頤暗中調查蔣定邦手機內的資料 於第29集查出當年買兇殺害蔣定邦三父子的幕後主謀為歐建德，並向顧欣頤表示等待蔣定邦三父子一案事件水落石出後自己會到警署自首 |
| 高海寧   | 莊明麗   | Angel、Angel姐 女明星 被顧榮章追求，討厭其 起初厭惡張細倫，後喜歡其，並追求其 蘇芷珊、顧欣頤、姚清水之情敵 於第2集利用張細倫來氣顧榮章 於第4集因張細倫因自責辜負與自己的約定而得到欠單 於第6集發現張細倫為社團人士後與其斷絕來往，後被劉彪騷擾，遂向其淋熱茶，得張細倫協助解圍，並對其生好感 於第9集被顧榮章不滿與張細倫來往而被顧榮章封殺，事業陷入低潮 於第11集企圖與顧榮章出埠藉此恢復事業，但因為愛上張細倫而拒絕 於第13集得張細倫幫助成功解約 於第16集與顧欣頤、姚清水同時得知並不滿張細倫為蘇芷珊而刻意被拘留，並在警署爭風呷醋起來 於第18集得知張細倫真正的身份，並要脅他對外宣布自己是其女朋友 於第21集主動出擊穿低胸裝色誘張細倫上床 於第26集被張細倫拒愛，雖傷心不已，但心裡仍愛著他 |
| 吳嘉儀   | Kitty    | 莊明麗之助手 |
| 梁証嘉   | David Yu | 顧榮章之助手 替其處理黑白兩道的事務 |
| 霍健邦   |          | 導演（第1、3、8、22－25、29集） |
| 梁麗翹   |          | 女主持（第1、4、9、15、22、26、29集） |
| 陳榮峻   | 金吊桶   | 四聯幫御用風水師（第1、7集） 為年幼的蔣世龍算命，預言蔣世龍留在蔣家會令四聯幫滅亡，令蔣定邦決定將蔣世龍送往美國孤兒院 |
| 邵卓堯   |          | 佛堂住持（第1－2集） |
| 譚焯升   |          | 面試者（第1集） |
| 陳嘉慧   |          | 面試者（第1集） |
| 曾錦霖   | Dudley   | 刀疤發（第1集） |
| 丁樂鍶   |          | 投資公司職員（第1集） |
| 姚亦澧   |          | 節目主持（第1集） |
| 蔡康年   |          | 報社老總（第1－2集） |
| 曾玉娟   |          | 報社老總（第1集） |
| 李 健    | Peter    | 先鋒雜誌社老總（第1、5集） |
| 鍾志光   |          | 校長（第2集） |
| 蘇麗明   |          | 副校長（第2集） |
| 馬嘉莉   |          | 教師（第2集） |
| 袁鎮業   | Roy哥    | 男主角（第3、8、22－23集） |
| 潘冠霖   | 陳 太    | 陳啟光之妻（第3集） |
| 張雪瑩   |          | 護士（第3、5、8－9、13－14、25、30集） |
| 江富強   |          | 張細倫幻想中匪徒（第3集） |
| 梁百川   |          | 張細倫幻想中匪徒（第3集） |
| 盧偉文   |          | 張細倫幻想中匪徒（第3集） |
| 梁嘉駿   |          | 張細倫之替身（第3集） |
| 尤志豪   |          | 攝影師（第3集） |
| 梁雯蔚   |          | 女公關（第4、8－9、12、17、19、24集） |
| 蕭凱欣   |          | 女公關（第4、8－9、12、17、19、24集） |
| 黃凱琪   |          | 女公關（第4、8－9、12、17、19、24集） |
| 彭翔翎   |          | 女公關（第4、8－9、17、19、24集） |
| 劉嘉琪   |          | 女公關（第4、9、12、19集） |
| 蒲 進    |          | 酒吧客（第4集） |
| 陳偉樂   |          | 酒吧客（第4集） |
| 李子明   |          | 紋身師傅（第4集） |
| 曾健明   |          | 腫瘤科醫生 被蘇偉晨威脅欺騙蘇芷珊（第5、7集） |
| 區偉權   |          | 酒樓經理（第5集） |
| 司徒暉   | 傑 哥    | 潮爆一周雜誌社記者（第6、10－11、13、18、20、28集） |
| 葉曉陽   |          | 日本餐廳經理（第6集） |
| 張詩欣   |          | 記者（第8集） |
| 楊家輝   |          | 監製（第8、10集） |
| 歐陽敬賢 |          | 醫院病童（第9集） |
| 劉宸熙   |          | 醫院病童（第9集） |
| 余子明   | 周師傅   | 造棍師傅 四聯幫龍頭棍之製作人（第9集） |
| 關梓陽   |          | 拳館職員（第9、14－15、26集） |
| 郭家俊   |          | 銀行職員（第9集） |
| 黃穎君   |          | 方永豪之假妻（第10集） |
| 楊 埕    | Ling姐   | 女主角（第10集） |
| 李漫芬   |          | 經理人（第10、12－14集） |
| 趙樂賢   |          | 導演（第10、21集） |
| 張本立   |          | 潮爆一周雜誌社老總（第10、13、18、28集） |
| 林俊其   | Chris    | 潮爆一周雜誌社老總（第10、13、18、28集） |
| 胡美貽   |          | 潮爆一周雜誌社老總（第10、13、18、28集） |
| 楊證樺   | 馬 克    | Mark 美國唐人街福興幫老大 蔣世龍生前之老大 張細倫之假老大 被蘇偉晨邀請來港（第11集） |
| 吳珮如   |          | 秘書（第11、24集） |
| 馬溱禧   | Mary姐   | 記者（第11集） |
| 胡天佑   |          | 入境處職員（第11集） |
| 馬俊明   |          | 入境處職員（第11集） |
| 關宛珊   |          | 司徒信之妻，與兒子長居於加拿大 於第21集被提及已懷有第二胎（第12、20集) |
| 林日昇   |          | 酒店職員（第12集） |
| 陳靖雲   |          | 接待員（第13、16、22集） |
| 羅永健   |          | 網絡打手（第13、15、29－30集） |
| 周嘉全   |          | 網絡打手（第13、15、29－30集） |
| 黃志榮   |          | 律師（第13集） |
| 張俊平   |          | 醫生（第13集） |
| 梁裕恆   |          | 男主角（第14集） |
| 呂善婷   |          | 店員（第14集） |
| 鄧英敏   |          | 校長（第15集） |
| 魏穎彤   |          | 教師（第15集） |
| 伍慶華   |          | 教師（第15集） |
| 周梓盈   |          | 秘書（第15集） |
| 黎寬怡   |          | 運動女子（第15集） |
| 楊瑞麟   | 方律師   | 蘇偉晨之御用律師（第16－17集） |
| 蔡菀庭   |          | 時裝店店員（第16集） |
| 陳卓華   |          | 保安（第16集） |
| 鄧永健   |          | 律師（第17集） |
| 吳文舜   |          | 蔣千霞之御用律師（第18集） |
| 林景程   | Calvin   | 蘇芷珊之同事 於第24集公開蘇芷珊家庭背景令其被學校解僱，最後被張細倫恐嚇後向其道歉（第19、21－22、24集） |
| 陳戩浩   |          | 郭浩良之助手（第19－20集） |
| 黃志明   |          | 郭浩良之助手（第19－20集） |
| 鄒兆霆   |          | 劫匪 於第21受司徒信指使打劫蔣千霞 於第22集被聯旺勝挾持 於第23集被蘇子堅活埋（第21－23集） |
| 陳勉良   |          | 劫匪 於第21受司徒信指使打劫蔣千霞 於第22集被聯旺勝挾持 於第23集被蘇子堅活埋（第21－23集） |
| 范仲     |          | 醫生（第22、24－25、27、30集） |
| 明德豐   |          | 店主（第22集） |
| 黃耀文   |          | 車主（第22集） |
| 鄺國生   |          | 賓館掌櫃（第22集） |
| 譚俊雄   |          | 賓館掌櫃（第23集） |
| 曾 敏    |          | 秘書（第24集） |
| 蕭健楓   |          | 副導（第24集） |
| 鄧嘉傑   | Ivan     | 富家公子（第27集） |
| 陳彼得   |          | 南亞裔殺手 於第1集被歐建德指使祇要殺害蔣孝龍，卻殺害蔣氏三父子，後被歐建德滅口（第30集） |

## 收視
本劇於香港無綫電視翡翠台及myTV SUPER七日跨平台總收視之紀錄：
| 週次 | 集數   | 日期                   | 平均收視 | 最高收視 | 備註                                 |
| 1    | 1－5   | 2020年8月10日－8月14日 | 30.1點   | 30.7點   | 首集七天跨平台總收視30.7點           |
| 2    | 6－10  | 2020年8月17日－8月21日 | 29.2點   | 30.0點   | 第10集七天跨平台總收視30.0點         |
| 3    | 11－15 | 2020年8月24日－8月28日 | 27.6點   | 28.4點   | 第15集七天跨平台總收視28.4點         |
| 4    | 16－20 | 2020年8月31日－9月4日  | 27.7點   | 27.9點   | 第17、18、19集七天跨平台總收視27.9點 |
| 5    | 21－25 | 2020年9月7日－9月11日  | 28.2點   | 29.0點   | 第21集七天跨平台總收視29.0點         |
| 6    | 26－30 | 2020年9月14日－9月18日 | 28.7點   | 31.8點   | 第30集七天跨平台總收視31.8點         |
| 全劇 | 全劇   | 全劇                   | 28.6點   | 31.8點   | 短视频总浏览量超过2600万             |

## 獎項

### 萬千星輝頒獎典禮2020
| 年份   | 獎項                    | 單位                     | 角色               | 結果             |
| ------ | ----------------------- | ------------------------ | ------------------ | ---------------- |
| 2020年 | 馬來西亞最喜愛TVB男主角 | 張振朗                   | 高彬               | 提名（最後五強） |
| 2020年 | 馬來西亞最喜愛TVB女主角 | 馮盈盈                   | 顧欣頤             | 提名             |
| 2020年 | 馬來西亞最喜愛TVB女主角 | 高海寧                   | 莊明麗             | 提名             |
| 2020年 | 馬來西亞最喜愛TVB劇集   | 反黑路人甲               |                    | 獲獎             |
| 2020年 | 最佳劇集                | 反黑路人甲               | 獲獎               |                  |
| 2020年 | 最佳男主角              | 張振朗                   | 高彬               | 提名             |
| 2020年 | 最佳女主角              | 馮盈盈                   | 顧欣頤             | 提名             |
| 2020年 | 最佳女主角              | 高海寧                   | 莊明麗             | 提名             |
| 2020年 | 最受歡迎電視男角色      | 王浩信                   | 張細倫             | 提名（最後五強） |
| 2020年 | 最受歡迎電視男角色      | 張振朗                   | 高彬               | 獲獎             |
| 2020年 | 最受歡迎電視男角色      | 朱敏瀚                   | 陸秋               | 提名             |
| 2020年 | 最受歡迎電視男角色      | 姜大衞                   | 蘇偉晨             | 提名             |
| 2020年 | 最受歡迎電視女角色      | 馮盈盈                   | 顧欣頤             | 提名             |
| 2020年 | 最受歡迎電視女角色      | 高海寧                   | 莊明麗             | 提名             |
| 2020年 | 最受歡迎電視女角色      | 賴慰玲                   | 蔣千霞             | 提名（最後五強） |
| 2020年 | 最受歡迎電視女角色      | 蔣家旻                   | 姚清水             | 提名             |
| 2020年 | 最佳男配角              | 朱敏瀚                   | 陸秋               | 提名             |
| 2020年 | 最佳男配角              | 姜大衞                   | 蘇偉晨             | 提名             |
| 2020年 | 最佳男配角              | 徐榮                     | 鍾志琛             | 提名             |
| 2020年 | 最佳男配角              | 許家傑                   | 司徒信             | 提名             |
| 2020年 | 最佳男配角              | 李成昌                   | 呂家昌             | 提名             |
| 2020年 | 最佳女配角              | 賴慰玲                   | 蔣千霞             | 獲獎             |
| 2020年 | 最佳女配角              | 蔣家旻                   | 姚清水             | 提名             |
| 2020年 | 最佳女配角              | 傅嘉莉                   | 蔣千瑜             | 提名             |
| 2020年 | 飛躍進步男藝員          | 朱敏瀚                   | 陸秋               | 獲獎             |
| 2020年 | 飛躍進步女藝員          | 蔣家旻                   | 姚清水             | 獲獎             |
| 2020年 | 最受歡迎電視拍檔        | 王浩信、張振朗、朱敏瀚   | 張細倫、高彬、陸秋 | 獲獎             |
| 2020年 | 最受歡迎劇集歌曲        | 似真如假（王浩信主唱）   |                    | 提名             |
| 2020年 | 最受歡迎劇集歌曲        | 對手戲（何雁詩主唱）     | 提名               |                  |
| 2020年 | 最受歡迎劇集歌曲        | 甘心替代你（王浩信主唱） | 提名               |                  |

### 勁歌金曲頒獎典禮
| 年份   | 獎項             | 單位                     | 結果 |
| ------ | ---------------- | ------------------------ | ---- |
| 2020年 | 最佳改編歌曲金獎 | 甘心替代你（王浩信主唱） | 獲獎 |
| 2020年 | 勁歌金曲獎       | 甘心替代你（王浩信主唱） | 提名 |
| 2020年 | 勁歌金曲獎       | 似真如假（王浩信主唱）   | 提名 |
| 2020年 | 勁歌金曲獎       | 對手戲（何雁詩主唱）     | 獲獎 |

## 外部連結
- 《反黑路人甲》Action！戲痴臥底變社團話事人.TVB Weekly.2020-08-06 （页面存档备份，存于）
- 豆瓣电影上《反黑路人甲》的資料 （简体中文）
- 反黑路人甲 - TVBAnywhere 北美官方網站 （页面存档备份，存于）
- YouTube上的反黑路人甲(粵語中字)播放列表

## 电视节目的变迁
| 香港 無綫電視翡翠台／ 澳門 TVB Anywhere翡翠台 星期一至五 21:30－22:30 | 香港 無綫電視翡翠台／ 澳門 TVB Anywhere翡翠台 星期一至五 21:30－22:30 | 香港 無綫電視翡翠台／ 澳門 TVB Anywhere翡翠台 星期一至五 21:30－22:30 |
| --------------------------------------------------------------------- | --------------------------------------------------------------------- | --------------------------------------------------------------------- |
|                                                                       | 反黑路人甲 （2020年8月10日－2020年9月18日）                           |                                                                       |
| 殺手 （2020年6月29日－2020年8月7日）                                  | C9特工 （2020年9月21日－2020年10月16日）                              |                                                                       |

| 香港無綫電視翡翠台 星期一至五 23:55 - 00:55 | 香港無綫電視翡翠台 星期一至五 23:55 - 00:55 | 香港無綫電視翡翠台 星期一至五 23:55 - 00:55 |
| --- | ------------------------------------------- | ------------------------------------------- |
| | 反黑路人甲 （2025.02.10 - 2025.03.21）      |                                             |
| 隨時候命 （2024.08.12 - 2024.09.20） 一至日： 野蠻奶奶大戰戈師奶 （2025.01.29 - 2025.02.07） （一至五：23:55 - 00:55） (六（日深夜）： 00:00 - 01:00) （日： 23:35 - 00:30）J Sport （2025.02.08） （00:00 - 00:30）愛情來的時候 新加坡 （2025.02.08） （00:30 - 01:30）渣打香港馬拉松2025 一起．跑更遠 （2025.02.09） （23:35 - 00:30） | 黃金有罪 （2025.03.24 - 2025.05.02）        |                                             |

| 美国 TVB1 星期一至五 劇場 東岸時間 21:00－22:00      | 美国 TVB1 星期一至五 劇場 東岸時間 21:00－22:00 | 美国 TVB1 星期一至五 劇場 東岸時間 21:00－22:00 |
| ---------------------------------------------------- | ----------------------------------------------- | ----------------------------------------------- |
|                                                      | 反黑路人甲 （2020年8月10日－2020年9月18日）     |                                                 |
| 殺手 （2020年6月29日－2020年8月7日）                 | C9特工 （2020年9月21日－2020年10月16日）        |                                                 |
| 美国 TVBSF 星期一至五 黃金劇場 西岸時間 22:00－23:00 |                                                 |                                                 |
| 殺手 （2020年6月29日－2020年8月7日）                 | 反黑路人甲 （2020年8月10日－2020年9月18日）     | C9特工 （2020年9月21日－2020年10月16日）        |

| 新加坡 翡翠台 星期一至五 21:30－22:30 | 新加坡 翡翠台 星期一至五 21:30－22:30       | 新加坡 翡翠台 星期一至五 21:30－22:30 |
| ------------------------------------- | ------------------------------------------- | ------------------------------------- |
|                                       | 反黑路人甲 （2020年8月10日－2020年9月18日） |                                       |
| 殺手 （2020年6月29日－2020年8月7日）  | C9特工 （2020年9月21日－2020年10月16日）    |                                       |

| 马来西亚 Astro AOD、Astro AOD HD 星期一至五 21:30－22:30 | 马来西亚 Astro AOD、Astro AOD HD 星期一至五 21:30－22:30 | 马来西亚 Astro AOD、Astro AOD HD 星期一至五 21:30－22:30 |
| -------------------------------------------------------- | -------------------------------------------------------- | -------------------------------------------------------- |
|                                                          | 反黑路人甲 （2020年8月10日－2020年9月18日）              |                                                          |
| 殺手 （2020年6月29日－2020年8月7日）                     | C9特工 （2020年9月21日－2020年10月16日）                 |                                                          |

| 菲律宾 翡翠台 星期一至五 21:30－22:30              | 菲律宾 翡翠台 星期一至五 21:30－22:30       | 菲律宾 翡翠台 星期一至五 21:30－22:30 |
| -------------------------------------------------- | ------------------------------------------- | ------------------------------------- |
|                                                    | 反黑路人甲 （2020年8月10日－2020年9月18日） |                                       |
| 殺手 （2020年8月3日－2020年8月8日） （第26－30集） | C9特工 （2020年9月21日－2020年10月16日）    |                                       |

| 澳洲 翡翠台 星期二至六 21:30－22:30  | 澳洲 翡翠台 星期二至六 21:30－22:30         | 澳洲 翡翠台 星期二至六 21:30－22:30 |
| ------------------------------------ | ------------------------------------------- | ----------------------------------- |
|                                      | 反黑路人甲 （2020年8月11日－2020年9月19日） |                                     |
| 殺手 （2020年6月30日－2020年8月8日） | C9特工 （2020年9月22日－2020年10月17日）    |                                     |

| 新加坡 佳樂台 9:00 熱播劇時段 星期一至四 21:10－22:00 | 新加坡 佳樂台 9:00 熱播劇時段 星期一至四 21:10－22:00 | 新加坡 佳樂台 9:00 熱播劇時段 星期一至四 21:10－22:00 |
| ----------------------------------------------------- | ----------------------------------------------------- | ----------------------------------------------------- |
|                                                       | 反黑路人甲 （2021年1月5日－2021年2月24日）            |                                                       |
| 殺手 （2020年11月10日－2021年1月4日）                 | —                                                     |                                                       |

| 新加坡 HUB娛家戲劇台 劇集首映 星期一至五 20:00 - 21:00 | 新加坡 HUB娛家戲劇台 劇集首映 星期一至五 20:00 - 21:00 | 新加坡 HUB娛家戲劇台 劇集首映 星期一至五 20:00 - 21:00 |
| ------------------------------------------------------ | ------------------------------------------------------ | ------------------------------------------------------ |
|                                                        | 反黑路人甲 （2021年1月6日－2021年2月16日）             |                                                        |
| 迷網 （2020年12月2日－2021年1月5日）                   | C9特工 （2021年2月17日－2021年3月16日）                |                                                        |

| 马来西亚 八度空间 TVB之最 星期一至五 19:00-19:58 | 马来西亚 八度空间 TVB之最 星期一至五 19:00-19:58 | 马来西亚 八度空间 TVB之最 星期一至五 19:00-19:58 |
| ------------------------------------------------ | ------------------------------------------------ | ------------------------------------------------ |
|                                                  | 反黑路人甲 (2021年9月3日—2021年10月14日)         |                                                  |
| 降魔的2.0 (2021年7月30日—2021年9月2日)           | 木棘証人 (2021年10月15日—2021年11月11日)         |                                                  |

| 靖洋戲劇台 星期一至五 19:00-20:00  | 靖洋戲劇台 星期一至五 19:00-20:00        | 靖洋戲劇台 星期一至五 19:00-20:00 |
| ---------------------------------- | ---------------------------------------- | --------------------------------- |
|                                    | 反黑路人甲 (2021年6月16日-2021年7月27日) |                                   |
| 迷網 (2021年5月12日-2021年6月15日) | 木棘証人 (2021年7月28日-2021年8月24日)   |                                   |

| 马来西亚 八度空間 星期一至五 13:00-14:00        | 马来西亚 八度空間 星期一至五 13:00-14:00           | 马来西亚 八度空間 星期一至五 13:00-14:00 |
| ----------------------------------------------- | -------------------------------------------------- | ---------------------------------------- |
|                                                 | 反黑路人甲（重播） （2022年4月14日-2022年5月26日） |                                          |
| 降魔的2.0（重播） (2022年3月10日-2022年4月13日) | 木棘証人（重播） （2022年5月27日-2022年6月23日）   |                                          |